# Dasypoda hirtipes
Dasypoda hirtipes je врста инсекта из реда опнокрилаца и фамилије Mellitidaе.

## Опис
Женке имају дуге, густе длаке наранџасте боје на поленској четкици задњих ногу. Такође, лице им је прекривено светлим длакама, а длаке на другом телесном региону (mesosoma) дорзално су јарко смеђе обојене, док су латерално светлије и дуже. Мужјацима је лице прекривено белим длакама које су густо распоређене и дуже од фронталног штита (clypeus). Други телесни регион им је са густим смеђим длакама, као и ноге. Код женки појас белих длака је на вршној маргини тергита, а код мужјака се ту налази појас жутих длака. Мужјаци су дужине од 11мм до 14мм, а женке од 12мм до 15мм.

## Распрострањеност
Ова врста је најчешћа из рода. Присутна је од Енглеске до Кине. У северном делу своје распрострањености јавља се у Финској, Шведској и Норвешкој.

## Биологија
Јединке ове врсте срећу се од јуна до августа на песковитим стаништима и пашњацима са киселом подлогом. Хране се биљкама из фамилије Asteraceae. Женке јаја полажу у гнезда која ископавају у земљишту.

## Синоними
- Andrena hirtipes Fabricius, 1793
- Andrena plumipes Panzer, 1797
- Apis altercator Harris, 1780
- Dasypoda altercator (Harris, 1780)
- Dasypoda hirtipes subsp. minor Morawitz, 1874
- Dasypoda illegalis Schulz, 1906
- Dasypoda leucoura Rudow, 1882
- Dasypoda minor Pérez, 1903
- Dasypoda nemoralis Bär, 1853
- Dasypoda palleola Bär, 1853
- Dasypoda panzeri Spinola, 1839
- Dasypoda plumipes (Panzer, 1797)
- Dasypoda swammerdamella (Kirby, 1802)
- Dasypoda villosa Lepeletier, 1841
- Melitta swammerdamella Kirby, 1802
- Podasys hirtipes (Fabricius, 1793)